# Sengoku

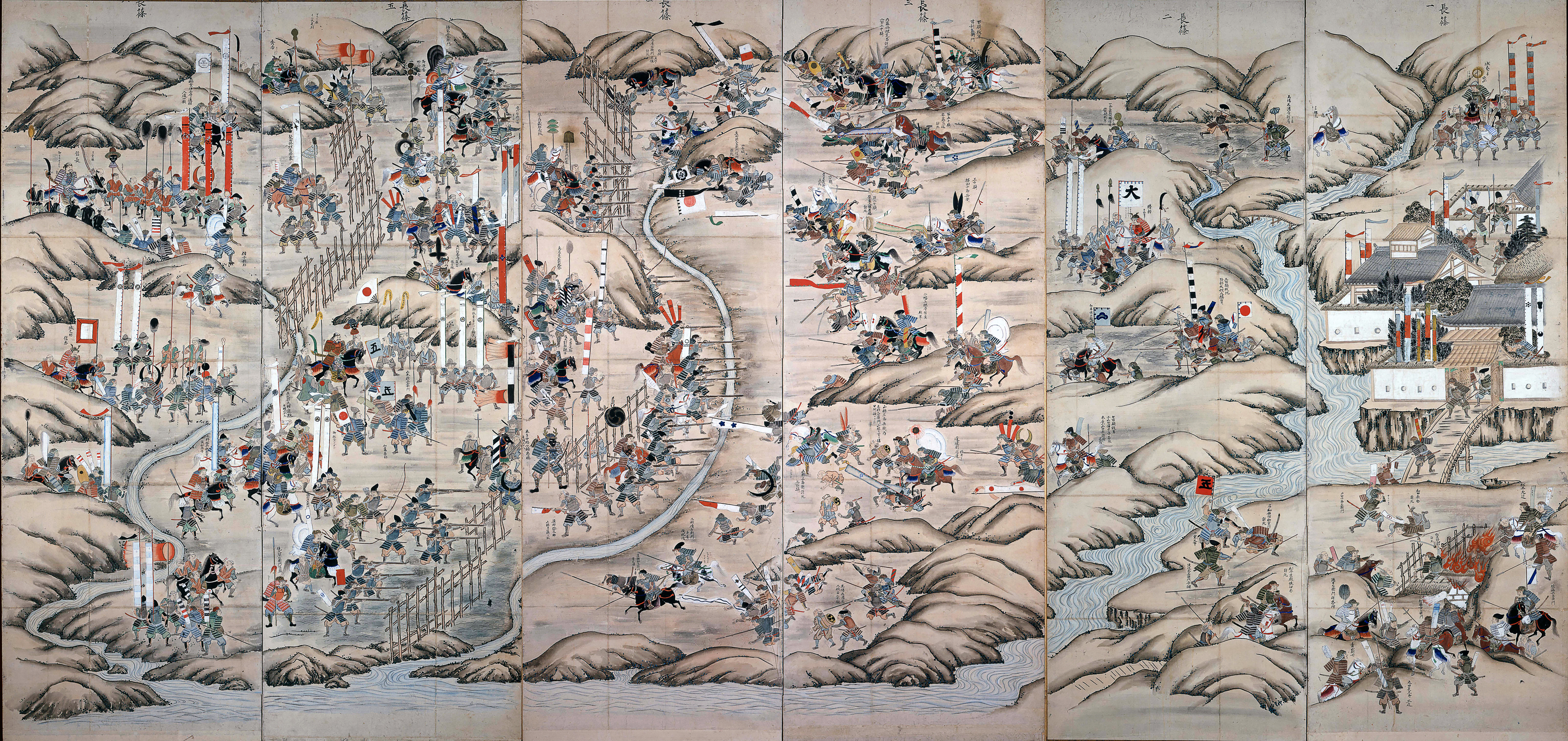
Slaget vid Nagashino 1575, i brytpunkten mellan Sengokuperioden och Momoyamaperioden.

Sengoku (japanska: 戦国時代?, Sengoku-jidai; 'De krigande staternas tid') var en period i Japans historia mellan åren 1467 och 1568. Den följdes av Azuchiperioden. Exakt samma tecken, men med annat uttal, kan också referera till en period i kinesisk historia: De stridande staterna.
Efter Oninkriget (1467 - 1477) inleddes en period av ständiga krig och Ashikaga-shogunatet förlorade kontrollen över länsherrarna till en sådan grad att elimineringen av shogunatet 1573 passerade i stort sett obemärkt. Shogunatets minskade makt motsvarades av länsherrarnas växande makt. Länsherrarna, som från och med nu börjar betecknas daimyo (eller sengoku daimyo för att markera skillnaden mellan daimyo under sengoku och mer sentida daimyo). Daimyons makt mättes i den mängd risproducerande land som han hade under sig och i den mängd ris som landet avkastade honom i form av skatt. Under denna tid växte ekonomin i rasande takt och uppkomsten av marknader och handelsstäder gjorde bristen på ett standardiserat betalningsmedel akut. I brist på en centraliserad statsmakt som kunde prägla mynt importerades stora mängder kopparmynt från Kina.
Under 1500-talets mitt skedde den första kontakten med européer i och med att tre portugisiska sjömän drev i land vid ön Kagoshima. De medförde handeldvapen med luntlås, med vilka som förlaga japanerna ett år senare lyckades producera egna skjutvapen. År 1549 anlände en grupp jesuitiska missionärer under ledning av Frans Xavier.

## Perioder
Följande perioder i den japanska tideräkningen infaller under Sengoku:
| Startår | Namn           |
| ------- | -------------- |
| 1467    | Ōnin (応仁)    |
| 1469    | Bunmei (文明)  |
| 1487    | Chōkyō (長享)  |
| 1489    | Entoku (延徳)  |
| 1492    | Meiō (明応)    |
| 1501    | Bunki (文亀)   |
| 1504    | Eishō (永正)   |
| 1521    | Daiei (大永)   |
| 1528    | Kyōroku (享禄) |
| 1532    | Tenbun (天文)  |
| 1555    | Kōji (弘治)    |
| 1558    | Eiroku (永禄)  |